# Tyrannus
Tyrannus és un gènere d'ocells de la família dels tirànids (Tyrannidae). Agrupa nombroses espècies natives de les Amèriques, les àrees de distribució de les quals es troben des del Canadà, per Amèrica del Nord i Central, illes del Carib i Amèrica del Sud, fins al nord de la Patagònia a l'Argentina, Xile i Illes Malvines.

## Descripció
Les espècies d'aquest gènere són tirànids grossos, mesurant entre 19 i 24 cm de longitud, exceptuant el tirà de sabana (Tyrannus savana) i el tirà cua de tisora (Tyrannus forficatus), que amb les llargues cues mesuren respectivament 38 i 33 cm. Són conspicus i sovint nombrosos i habiten en terrenys oberts des d'on cacen insectes voladors. Típicament, tenen becs força robustos, cobertores auriculars fosques (“màscara”) i cues amb osca. El tirà oriental (Tyrannus tyrannus) i el tirà de sabana tenen becs més petits i una aparença com més encaputxada. Tots ostenten una taca groga o taronja mig amagada a la corona. La majoria de les espècies es comporta combativament en la defensa dels seus territoris, principalment en l'època reproductiva, desafiant inclusivament ocells més grossos, com rapinyaires i tucans.
Diverses espècies són migrants de llargues distàncies, algunes són migratòries boreals (com T. verticalis, T. tyrannus i T. forficatus) mentre que altres són migratòries australs (com T. melancholicus i T. savana).

## Taxonomia
El gènere va ser introduït el 1799 pel naturalista francès Bernard Germain de Lacépède amb el tirà oriental (Tyrannus tyrannus) com a espècie tipus. El nom del gènere és la paraula llatina per a “tirà”.
Els estudis de Gómez-Bahamón et al. (2020) van presentar evidències que la subespècie migratòria (la nominal) i les sedentàries (T. s. monachus, T. s. sanctamartae i T. s. circumdatus, residents al sud de Mèxic, Amèrica Central i nord d'Amèrica del Sud) de Tyrannus savana haurien de ser tractades com a espècies separades les poblacions reproductives i no reproductives i l'especiació resultant de la manca de migració. El Comitè Brasiler de Registres Ornitològics (CBRO) ja reconeix la separació, mentre el Comitè de Classificació de Sud-americà (SACC) espera una proposició.
Els amplis estudis geneticomoleculars realitzats per Tello et al. (2009) van descobrir una quantitat de relacions noves dins de la família Tyrannidae que encara no estan reflectides en la majoria de les classificacions. Seguint aquests estudis, Ohlson et al. (2013) van proposar dividir Tyrannidae en cinc famílies. Segons l'ordenament proposat, Tyrannus roman a Tyrannidae, en una subfamília Tyranninae (Vigors, 1825), en una tribu Tyrannini (Vigors, 1825) al costat de Pitangus, Philohydor, Machetornis, Tyrannopsis, Megarynchus, Myiodynastes, Conopias (provisòriament), Phelpsia (provisòriament), Myiozetetes, Empidonomus i Griseotyrannus.
El nom del gènere és la paraula llatina per a “tirà”, “dèspota”, “dictador”, en referència al comportament agressiu de l'espècie en defensa del territori.
Segons la Classificació del Congrés Ornitològic Internacional (versió 15.1, 2025) aquest gènere està format per 13 espècies:
- Tyrannus niveigularis - tirà d'antifaç.
- Tyrannus albogularis - tirà gorjablanc.
- Tyrannus melancholicus - tirà melancòlic.
- Tyrannus couchii - tirà de Couch.
- Tyrannus vociferans - tirà de Cassin.
- Tyrannus crassirostris - tirà becgròs.
- Tyrannus verticalis - tirà occidental.
- Tyrannus forficatus - tirà cua de tisora.
- Tyrannus savana - tirà de sabana.
- Tyrannus tyrannus - tirà oriental.
- Tyrannus dominicensis - tirà gris.
- Tyrannus cubensis - tirà gegant.
- Tyrannus caudifasciatus - tirà de les Antilles.